# Precotto
Precotto is een metrostation in de Italiaanse stad Milaan dat werd geopend op 1 november 1964 en wordt bediend door lijn 1 van de metro van Milaan.

## Ligging en inrichting
Het station ligt in de gelijknamige wijk onder de Viale Monza ter hoogte van de Via Luigi Cislaghi. Het is een van de initiële stations van de Milanese metro en is dan ook gebouwd naar het standaardontwerp voor de “gemeentelijke” (lijn 1 & 2) metrostations. Het ligt op 664 meter van Gorla en 568 meter van  Villa San Giovanni. Het station figureert in de openingsscènes van de speelfilm I cannibali uit 1970.